# Tkvarceli
Tq'varcheli (georgiană ტყვარჩელი) este un oraș în Abhazia, Georgia.